# Xian JH-7
Lo Xian JH-7 (Jianjiji Hongzhaji – Cacciabombardiere) (nome in codice NATO Flounder), designato FBC-1 Flying Leopard per l'esportazione, è un cacciabombardiere bireattore, biposto in tandem (pilota ed operatore sistemi d'arma), ad ala a freccia prodotto in Cina per l'aviazione di marina (Zhongguo Renmin Jiefangjun Haijun PLANAF) e l'aeronautica cinese (Zhōngguó Rénmín Jiěfàngjūn Kōngjūn PLAAF) dall'azienda Xian Aircraft Industrial Corporation.

## Storia del progetto
Se non diversamente indicato, i dati sono tratti da "Rivista italiana difesa".

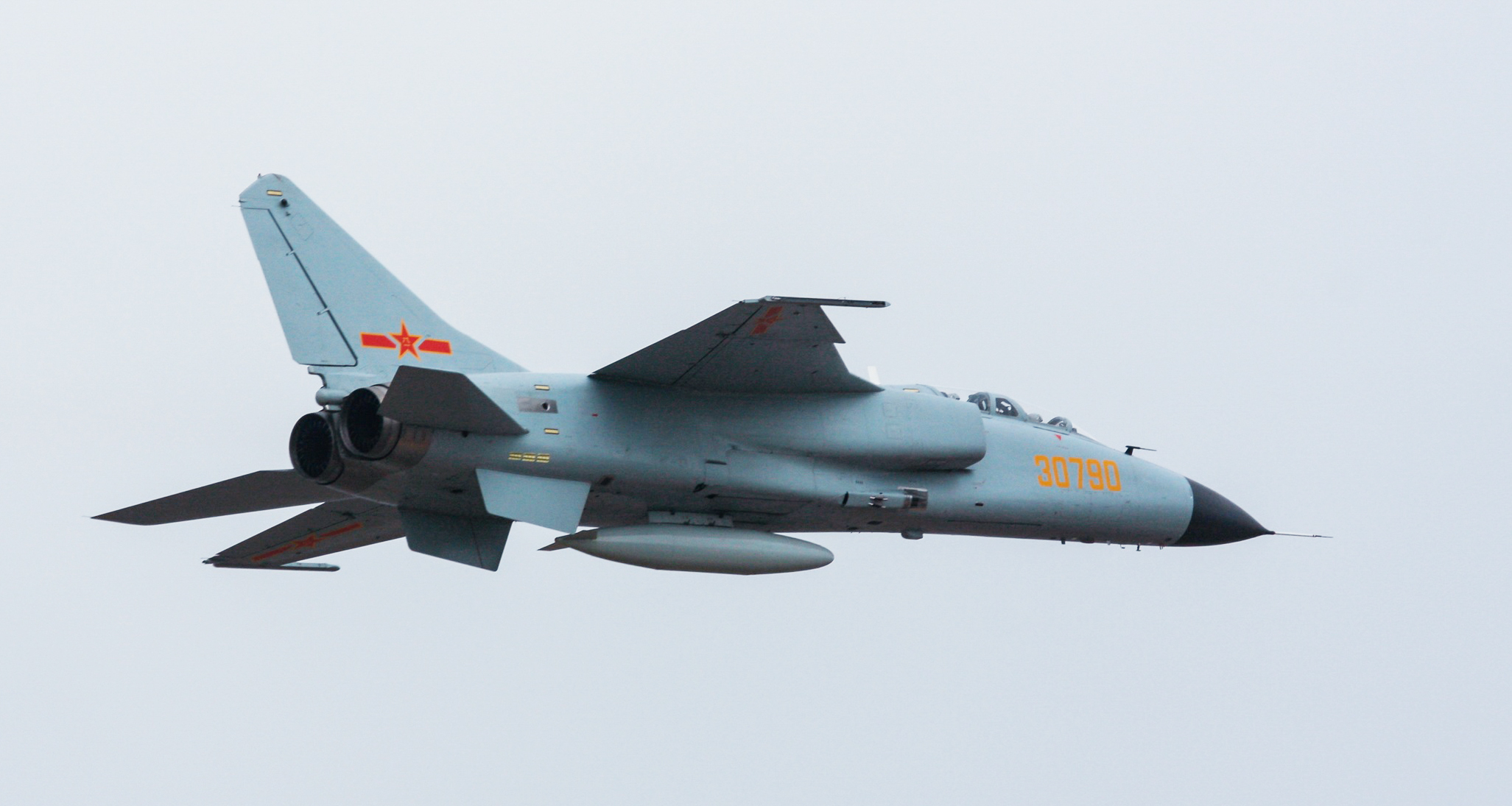
Xian JH-7A

Nei primi anni settanta, la PLAAF necessitava di un nuovo cacciabombardiere per sostituire l'Harbin H-5 e il Nanchang Q-5. Una richiesta fu presentata al Ministero dell'Industria dell'Aviazione cinese, che avviò un programma di sviluppo nazionale quando gli sforzi per assicurarsi una joint venture con partner stranieri fallì. Il programma fu autorizzato in data 19 aprile 1983 dall'allora presidente Deng Xiaoping.
Il JH-7 venne sviluppato per soddisfare la duplice esigenza di Marina ed Aeronautica. Laddove la prima voleva un moderno e sofisticato aereo, capace e a lunga autonomia, per Il ruolo anti-nave, ma anche per l'attacco a obiettivi terrestri, mentre la seconda un aereo per l'attacco in profondità con specifica esigenza di navigazione tattica a bassa quota e alta velocità seguendo il profilo del terreno (terrain following). Requisiti che facevano riscontrare una stretta somiglianza agli stessi che portarono, negli Stati Uniti, allo sviluppo dell’F-111, in Europa, al Panavia Tornado, in Russia, al Su-24. Incidentalmente tutti e tre questi aerei hanno adottato un'ala a freccia variabile, necessaria per conciliare al meglio il volo a bassa quota e alta velocità e il decollo o l'atterraggio in spazi ragionevoli, mentre per l'aereo cinese si optò per una più classica e semplice ala a freccia moderata di modesto allungamento, scelta probabilmente dovuta alle difficoltà di progettazione della soluzione a freccia variabile. Dopo alcune differenze iniziali (l’Aeronautica, preferiva un biposto affiancato piuttosto che in tandem, soluzione quest'ultima alla fine adottata), si arrivò alla condivisione dello sviluppo di un unico aereo. L'inizio dello sviluppo del JH-7A, definito dai cinesi cacciabombardiere, ebbe origine negli anni ’80, con il primo volo effettuato il 14 dicembre 1988. La sua entrata in servizio, inizialmente presso l’Aviazione Navale, la PLANAF (People's Liberation Army Naval Air Force), e successivamente presso l’Aeronautica, PLAAF (People's Liberation Army Air Force), avvenne nel 1992, ma in effetti si trattò di una serie pilota, stimata in una ventina di macchine costruite dopo i 5 prototipi, utilizzata per la definitiva messa a punto dell’aereo e sfociata nella produzione in serie con successiva entrata in servizio su vasta scala solo dopo il 2000. Tempi così lunghi vanno valutati tenendo conto che l'aereo ha rappresentato un notevolissimo salto qualitativo in termini di progettazione e sviluppo per l'industria aeronautica cinese. In precedenza, infatti, questa aveva esperienza di riproduzione, spesso senza licenza, di soli aerei russi piuttosto vetusti, progettati negli anni cinquanta (MiG-17 e MiG-19, II-28, Tu-16) o al massimo all’inizio degli anni sessanta (MiG-21), in genere molto semplici tecnologicamente.
La produzione, terminata nel 2017, è  stata di 270 esemplari, di cui 250 dovrebbero essere ancora in servizio e suddivisi equamente tra Aeronautica e Marina.
A settembre 2019, nel corso della competizione Aviadarts, evento che fa parte degli International Army Games 2019 organizzati dalla Russia, l’Aeronautica Cinese (PLAAF) ha partecipato con una nuova versione del cacciabombardiere bimotore biposto JH-7A, designata JH-7A II. Sebbene non esistano comunicazioni ufficiali riguardanti i dettagli della nuova variante e delle sue differenze rispetto al JH-7A, dallo studio delle immagini non sembrano esserci modifiche alla cellula ed alla struttura aerodinamica dell’aereo, sebbene non possa essere escluso un incremento nell’utilizzo di materiali compositi e di un coating per la riduzione della segnatura radar. È verosimile, quindi, che le modifiche principali riguardino il sistema propulsivo e l’apparato avionico, con particolare riferimento ad un upgrade del radar ad impulsi Doppler JL10A Shan, a nuovi comandi fly-by-wire, ad un nuovo computer di missione, alla sostituzione dei restanti indicatori analogici con display multifunzione, all’aggiornamento della suite ECM e integrazione di nuove armi. La presentazione della nuova variante metterebbe fine o, quantomeno, in discussione le presunte voci sul possibile ritiro dei JH-7 (nonostante la sua entrata in servizio risalga solo al 2003) a causa dell’esiguo margine di miglioramento nelle prestazioni globali del velivolo, nonché delle difficoltà trovate nell’upgrade dei suoi sistemi.

## Tecnica
Se non diversamente indicato, i dati sono tratti da "Rivista italiana difesa".

### Struttura
Con una configurazione generale che ricorda il SEPECAT Jaguar franco-inglese, anch'esso un cacciabombardiere, il JH-7 è stato progettato per svolgere soprattutto compiti di navigazione e attacco a bassa quota in condizioni ognitempo, di obiettivi sia terrestri che navali, proprio un cacciabombardiere. Come nel Jaguar le prese d’aria sono a geometria fissa, e ciò è congruo con la moderata prestazione supersonica che non giustifica il peso, il costo di produzione e di manutenzione di prese a geometria variabile. Ai lati delle prese sono comunque presenti 2 prese addizionali che si aprono in depressione a bassa velocità, in genere in fase di decollo, per aumentare la portata d'aria al motore compensando la sezione d’ingresso delle prese d’aria principali, correttamente dimensionate per i regimi di volo di crociera e non certo per le basse velocità. L'equipaggio è sistematato, come si diceva, in una cabina biposto in tandem con tettucci separati e sedili eiettabili zero-zero HTY-4 collocati in posizione scalata per dare una certa visibilità in avanti e verso il basso dal posto posteriore. Il parabrezza, inizialmente in 3 parti sul JH-7, è diventato un unico pezzo avvolgente sul JH-7A. 
L’ala, in posizione alta, con diedro negativo piuttosto pronunciato di 7°, ha freccia sul bordo d'attacco intorno ai 45° che aumenta leggermente nel raccordo con la fusoliera ma non abbastanza da poter generare portanza vorticosa. Il bordo d'attacco, senza parti mobili, ha una discontinuità a dente di sega all’esterno della quale la freccia è appena maggiore rispetto a quanto non lo sia nella parte mediana dell’ala. La funzione anti-scorrimento del flusso lungo l’apertura, tipica di detto accorgimento, nel JH-7 era ottenuta anche con una aletta sul dorso dell'ala, poi rimossa nel definitivo JH-7A. Gli ipersostentatori del bordo di uscita, a singola fessura, hanno una notevole corda occupando quasi il 30% di quella alare. All’esterno troviamo i normali alettoni che però non sono abbassabili simmetricamente al fine di contribuire all’ipersostentazione (dropping ailerons). Non sono presenti diruttori sul dorso dell'ala mentre vi sono 4 piccoli aerofreni, 2 sul dorso e 2 sotto la fusoliera posteriore. Due grandi pinne caudali (nel JH-7 ve ne era soltanto una ma più grande) contribuiscono alla stabilità direzionale insieme all'unico grande piano verticale. I piani orizzontali, tutti mobili, sono in posizione bassa. Anche se non si hanno indicazioni precise si può senz'altro assumere che vi sia una estesa protezione della cellula, sia per ciò che concerne la cabina dell'equipaggio sia riguardo ai serbatoi, che sono presumibilmente autostagnanti, almeno nelle pareti laterali e inferiori, oltre ad essere riempiti con schiuma anti-esplosione.
In linea con la filosofia cinese, allineata con quella russa, il JH-7A è dotato di un carrello, retrattile idraulicamente, adatto all'impiego da piste semi-preparate. Tutti i 3 elementi sono dotati di doppia ruota e i 2 semicarrelli principali sono del tipo a forcella oscillante, reminiscenti per struttura e geometria di retrazione degli ottimi Messier adottati sul Jaguar e sul Mirage F-1.

### Propulsione
Particolare è stata la scelta della motorizzazione del JH-7A, chiaramente dettata dalle gravi limitazioni nelle capacità di progettazione e costruzione motoristica cinese, in parte tuttora non superate. Il velivolo è infatti propulso da 2 motori Xian WS-9, ma questi altri non sono che motori Rolls-Royce RB-168 SPEY Mk-202 prodotti su licenza nell’ambito di un accordo del 1975, anche se un buon numero, pare 50, risulta essere stato importato direttamente, per motorizzare in massima parte gli esemplari di pre-produzione JH-7. Variante militare, dotata di postbruciatore, del ben noto motore civile, lo Spey Mk-202, proprio nell'impiego in regime supersonico, pare abbia mostrato non poche limitazioni. Inoltre, la relativa maggiore complessità di questo motore bialbero, rispetto ai semplici motori russi monoalbero ben conosciuti localmente, ha portato a problemi di qualità di produzione nei primi motori costruiti in Cina. Da qui l'esigenza di ricorrere nuovamente all'importazione diretta all’inizio degli anni 2000 (pare di 90 esemplari usati, già utilizzati sui Phantom II inglesi) per motorizzare la produzione iniziale dell'aereo cinese. Alla fine la produzione del motore, denominato WS-9 QUINLING e con livelli qualitativi accettabili, è stata lanciata a pieno regime a metà degli anni 2000 per equipaggiare i JH-7A di serie. In totale la produzione locale di questo propulsore dovrebbe avere superato 1400 esemplari. Comunque il WS-9 è risultato soddisfacente, in particolare per affidabilità e consumi relativamente contenuti, in relazione alla tipiche missioni del JH-7A, normalmente volate a bassa quota e ad alta velocità subsonica. Anche in questo caso l’acquisizione della licenza di produzione dello Spey, pur non essendo lo stesso un propulsore al vertice della tecnologia motoristica dell’epoca, ha consentito un certo salto di qualità all’industria cinese del settore per tecnologia, processi produttivi, macchinari necessari e materiali utilizzati. Il rapporto spinta/peso disponibile con i 2 WS-9 non è molto alto, da qui prestazioni di manovra, accelerazione e rateo di salita non certo eccezionali, ma perfettamente in linea con la missione del velivolo. L'aereo ha una più che buona capacità di carburante interna, 8.300 It, contenuti soprattutto nei serbatoi di fusoliera, ma anche nel cassone alare, ciò che è in linea con il requisito di autonomia anche in missioni volate a bassa quota e ad alta velocità. A ciò bisogna aggiungere la possibilità di equipaggiamento con serbatoi esterni da 800 e 1.400 It, portati uno sotto la fusoliera e 2 ai punti d'attacco subalari intermedi.

### Avionica
ll JH-7A è dotato di comandi di volo fly-by-wire (il primo velivolo cinese ad esserne dotato) a triplo canale KF-1, mentre per la navigazione, dispone di un sistema inerziale con correzione via GPS modello HG-563GB, di un TACAN ed ausili all’atterraggio tipo MLS e ILS. ll sensore principale è il radar Doppler a impulsi Letri JL-10A Shan Ying in banda J, capace d’inseguire fino a quattro bersagli contemporaneamente, che ha sostituito il meno capace modello 232H montato sugli aerei di preserie. La presentazione dati al pilota avviene con HUD (Head-Up Display) e HMD/S (Head-up Display/Sight), che consente l'acquisizione di bersagli fuori-asse (off-boresight) e due schermi multifunzionali MFD (MultiFuncion Display), mentre l'operatore di sistemi d’arma ha a disposizione tre MFD. La gestione dati incentrata sul computer di missione utilizza un databus 1553.
L’aereo inoltre dispone di apparati di protezione e contromisure elettroniche quali il sistema integrato RKL-800 inclusivo di RWR (Radar Warning Receiver) per l'allarme radar, interrogatore IFF (Identification Friend or Foe), sistemi di rilevamento e analisi dei segnali elettromagnetici e di disturbo degli stessi e lanciatori di contromisure Chaff e flares.

### Armamento
Il JH-7A per il trasporto dell’armamento e degli altri carichi esterni può contare su 11 punti d'attacco di cui, 3 sotto ciascuna semiala, 2 alle estremità alari, in genere riservati a missili aria-aria, uno sotto la fusoliera e 2 sotto le prese d’aria, questi ultimi riservati ai pod di navigazione e attacco. Per aumentare il numero di armi trasportabili, in particolare bombe di piccolo e medio calibro, il velivolo può essere equipaggiato con quelli che, nella denominazione americana, sono chiamati TER e MER (Triple Ejection Rack e Multiple Ejection Rack) capaci di portare in un solo pilone subalare, l'interno e l’intermedio, fino a 3 o 6 bombe, queste ultime in tandem di 3 + 3. La capacità di trasporto di bombe da 250 kg arriverebbe quindi ad almeno 20. Oltre alle bombe a caduta libera possono essere trasportati diversi tipi di bombe a guida laser, anche le russe KAB-500, e missili arla-superficie, inclusi missili anti-radar, anche qui di origine russa come il Kh-31P o la copia cinese. Come accennato, la Marina utilizza diversi missili antinave, in genere versioni avio-lanciate di armi superficie-superficie quali gli YJ-82 e YJ-83. Data la dichiarata vocazione al ruolo d'attacco arla-terra e antinave, il ruolo aria-aria nel JH-7A viene considerato secondario e prevalentemente in termini di autodifesa. L'armamento per l’autodifesa infatti è in genere costituito da 2-4 missili a breve portata e guida a raggi infrarossi tipo PL-8 o PL-9 montati su rotaie di lancio alle estremità alari e sui 2 punti d'attacco subalari più esterni (che sembrerebbero appunto essere riservati a tali armi). E comunque probabile che, compatibilmente con le caratteristiche del più recente aggiornamento del radar di cui è dotato, il JH-7A possa essere armato con i ben più capaci PL-12 di media portata ed a guida radar attiva (fire and forget), potenziando notevolmente le possibilità d’ingaggio di bersagli aerei anche oltre la portata visiva. L'aereo è dotato anche di armamento fisso, costituito da una copia del cannone russo GSh-23 a 2 canne con 300 colpi. L'arma è in posizione semi-esterna sotto una carenatura sporgente posta in basso sul fianco destro della fusoliera. La posizione piuttosto arretrata rispetto alla presa d’aria, tra l’altro distanziata anche in altezza, evita il rischio della nociva ingestione dei gas di sparo da parte della stessa. In totale i carichi, tutti trasportati esternamente, possono raggiungere i 7.000 kg.

## Versioni
- JH-7 – Versione iniziale, aereo antinave e cacciabombardiere per l'aviazione di marina.
- JH-7A – Nuova versione dotata di struttura composita per ridurre il peso, fly-by-wire e nuovo radar ad impulsi Doppler JL10A Shan. Capacità di carico di armi aumentata con l'aggiunta di altri due punti d'attacco sotto le ali e due sotto le prese d'aria per pod per designatori laser per bersagli.
- JH-7B - Nuova variante, con avionica aggiornata, motori con il 15% in più di spinta, capacità di rifornimento in volo, computer di missione aggiornato, sistema FADEC fly-by-wire e maggior utilizzo di materiali compositi. Al 2020 lo sviluppo di questa versione è stato annullato, e tutti i miglioramenti, in parte sono stati apportati ai JH-7A in servizio, e ridesignati JH-7AII.
- JH-7AII - Versione aggiornata del JH-7A con parte dell'upgrade previsto per il JH-7B.[5] Gli aggiornamenti comprendono, maggiore utilizzo di materiali compositi e di un coating per la riduzione della segnatura radar della cellula, modifiche al sistema propulsivo ed all’apparato avionico, con particolare riferimento ad un upgrade del radar ad impulsi Doppler JL10A Shan, nuovi comandi fly-by-wire, nuovo computer di missione, sostituzione dei restanti indicatori analogici con display multifunzione, aggiornamento della suite ECM e integrazione di nuove armi.[5]
- FBC-1 Flying Leopard – Versione per l'esportazione del JH-7.
- FBC-1A Flying Leopard II – Versione per l'esportazione del JH-7A.

## Utilizzatori
Cina
- Zhongguo Renmin Jiefangjun Kongjun

120 esemplari consegnati, 69 in servizio al gennaio 2020.
- Zhongguo Renmin Jiefangjun Haijun

120 esemplari consegnati, 34 in servizio al gennaio 2020.